# Bordakreis

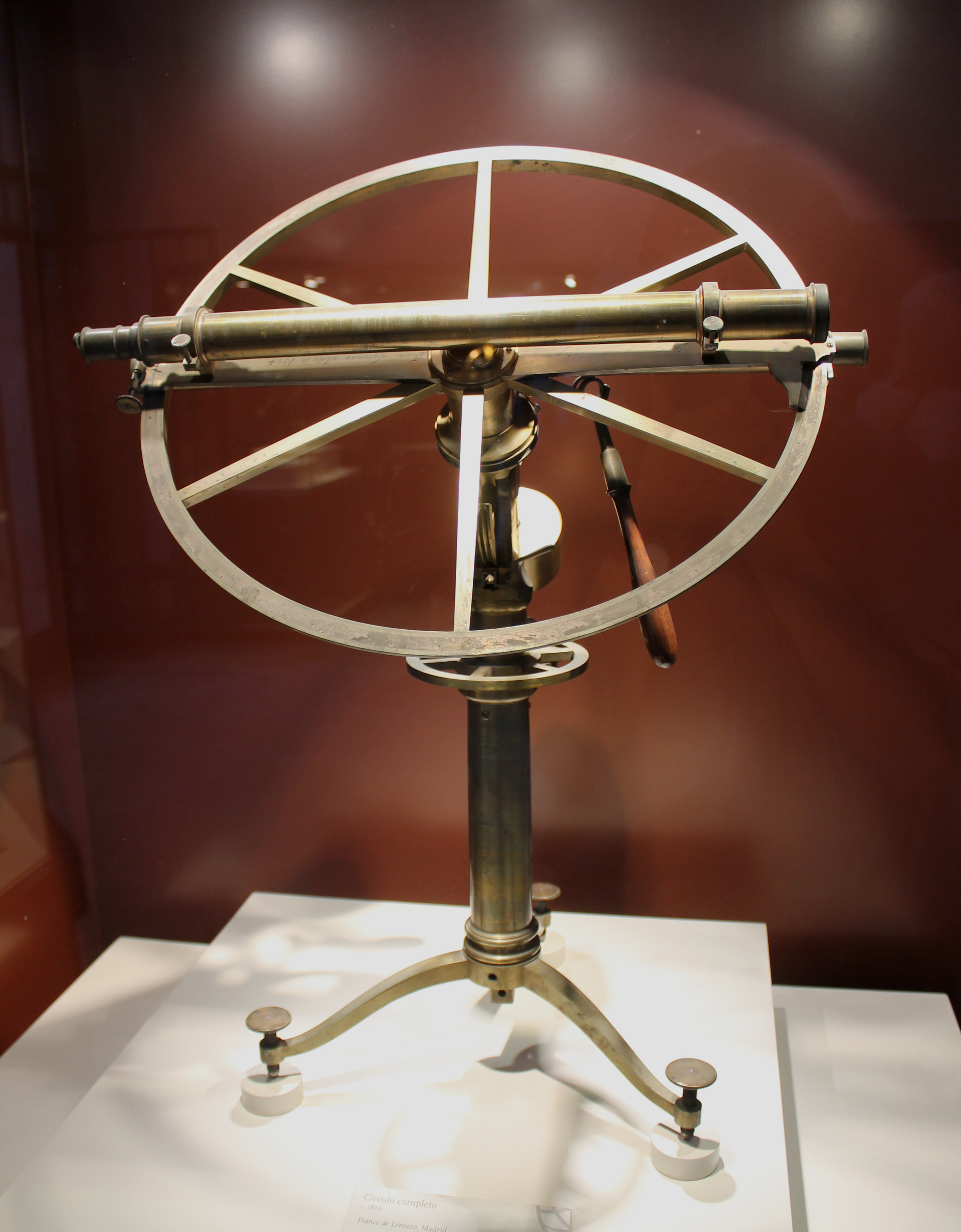
Bordakreis (c. 1800)

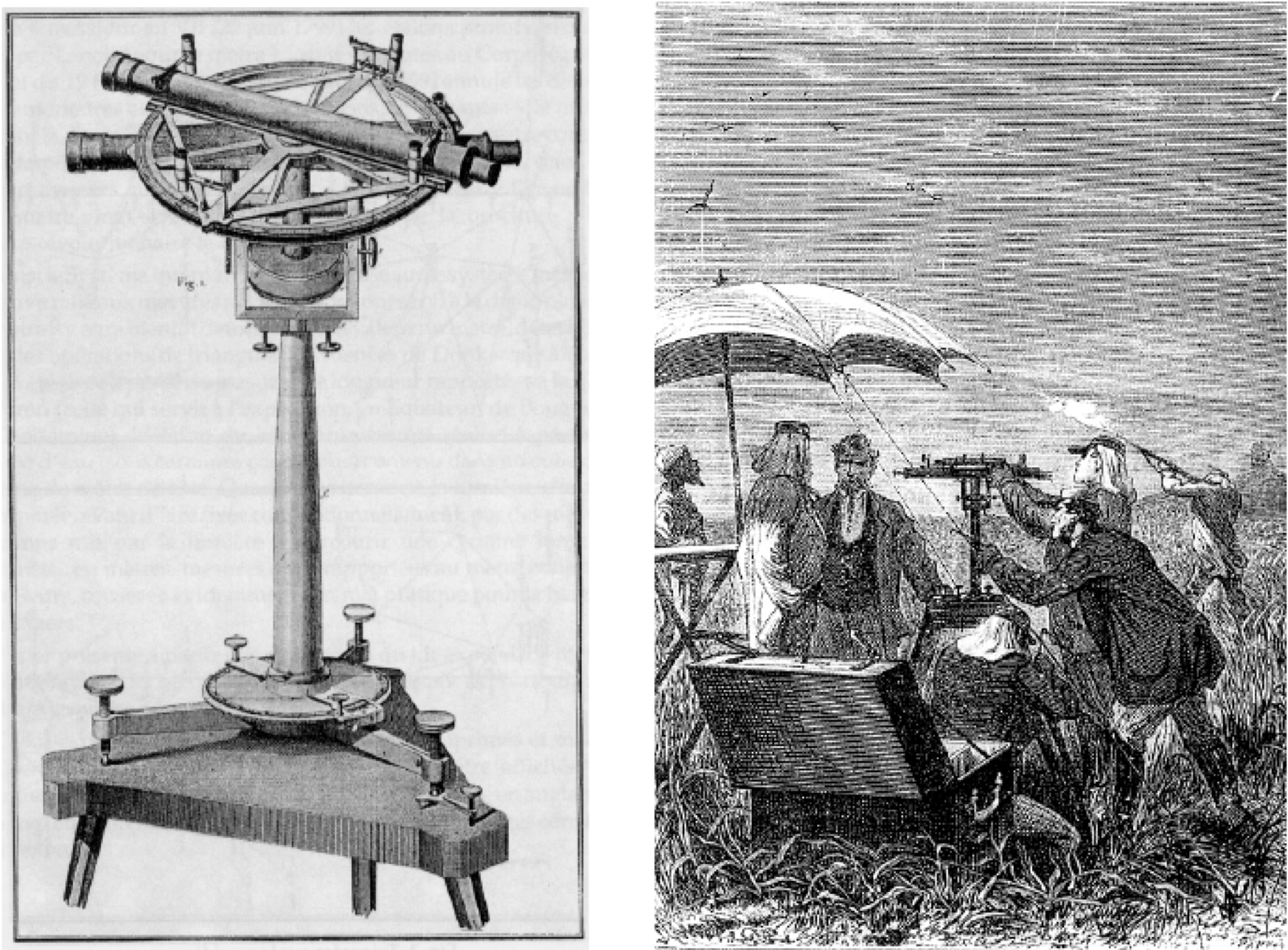
Historische Darstellung (1890)

Der Bordakreis, auch Repetitionskreis, wurde vom Pariser Mathematiker Jean Charles de Borda (1733–1799) entwickelt und ist ein Instrument zur Messung von Winkelgraden. Mit zwei gegeneinander verschieblichen Fernrohren können gleichzeitig zwei Ziele anvisiert und der Winkel zwischen ihnen als Bogenminuten abgelesen werden.

## Geschichte
Das Instrument ist eine Weiterentwicklung von Tobias Mayers Repetitionskreis von 1750. Hergestellt wurden die Instrumente aus Messing von dem Instrumentenbauer Étienne Lenoir (1744–1832). Der Messkreis wurde für die Triangulation des Meridianbogens von Pierre Méchain und Jean-Baptiste Joseph Delambre verwendet (von 1792 bis 1799). Die Messgenauigkeit liegt bei annähernd einer Bogenminute.

## Beschreibung
Die Fernrohre des Bordakreises sind übereinander an der Ebene des Teilkreises angeordnet. Eines der Fernrohre ist fest unter dem Teilkreis verbunden, das andere bewegt sich bei der Messung mit den koaxial über dem Teilkreis drehbaren Ablesestellen. Die Messung von Horizontalwinkeln ist damit bei horizontiertem Bordakreis problemlos möglich.
Die Messung von Vertikalwinkeln mit horizontierter Kippachse ist nicht direkt möglich, da die Fernrohre zum Visieren von zwei Punkten nicht beide in verschiedenen Höhenwinkeln kippbar sind. 
Bei Triangulationen mit Zielweiten von über 20 km ist das Visieren wegen der geringen Elevation meist möglich.
Ein originales Exemplar befindet sich in Paris im Museumsbesitz.